# Fluorapofil·lita-(Na)
La fluorapofil·lita-(Na) és un mineral de la classe dels silicats. Rep el nom per la seva relació amb l'apofil·lita. L'any 2013 el nom va ser revisat i va canviar d'apofil·lita-(NaF) a l'actual.

## Característiques
La fluorapofil·lita-(Na) és un silicat de fórmula química NaCa₄(Si₈O₂₀)F(H₂O)₈. Va ser aprovada com a espècie vàlida per l'Associació Mineralògica Internacional l'any 1976. Cristal·litza en el sistema ortoròmbic. La seva duresa a l'escala de Mohs es troba entre 4 i 5.
Segons la classificació de Nickel-Strunz, la fluorapofil·lita-(Na) pertany a «09.EA: Fil·losilicats, amb xarxes senzilles de tetraedres amb 4-, 5-, (6-), i 8-enllaços» juntament amb els següents minerals: cuprorivaïta, gil·lespita, effenbergerita, wesselsita, ekanita, fluorapofil·lita-(K), hidroxiapofil·lita-(K), magadiïta, dalyita, davanita, sazhinita-(Ce), sazhinita-(La), okenita, nekoïta, cavansita, pentagonita, penkvilksita, tumchaïta, nabesita, ajoïta, zeravshanita, bussyita-(Ce) i plumbofil·lita.

## Formació i jaciments
Va ser descoberta a la mina Sampo, a Shitouyouze, dins la ciutat de Takahashi (Prefectura d'Okayama, Japó). També ha estat descrita a la República Popular de la Xina, Austràlia, els Estats Units, el Canadà, Irlanda del Nord i Finlàndia.